# Циганка (картина)
«Цига́нка» — одна з найвідоміших робіт видатного голландського майстра 17 ст. Франса Галса. Виконана олією на полотні розміром 0,58 на 0,52 м. Зберігається в музеї Лувр з 19 ст. Походить зі збірки колекціонера Ла Каза в Парижі.

## Майстер портретів
Франса Галса знають як видатного портретиста XVII сторіччя. Це так, хоча з документів було відомо, що на початку творчої кар'єри він займався релігійним живописом. Але картин з релігійними сюжетами не бачили і вважали, що ті загинули. Лише в XX сторіччі дослідниця з Ермітажу І. Лінник віднайшла в Одесі дві картини, що були ранішніми роботами майстра на релігійні теми (Євангелісти Лука та Матвій). Пошуки продовжили в Західній Європі і віднайшли ще одного євангеліста.
Легкий за вдачею молодик Галс швидко покинув релігійні теми і почав малювати портрети. Біблійні теми поступилися місцем побутовим картинам і портретам. Навіть його побутові картини портретні («Блазень з лютнею», «Мулат», «Хлопчики-співаки»). Портретною вважають і уславлену «Циганку».
В творчому доробку Галса домінують чоловічі портрети. Адже саме чоловіки мали великі гроші і були головними замовниками портретів. В Голландії портрет як різновид мистецтва відбив потяг до світських сюжетів та цікавість до особи нової доби, доби зміцнення нової держави на мапі Європи.
Тим цікавіші нечасті жіночі портрети Галса. Досі сперечаються, що за жінка поряд з дівчинкою на портреті в музеї Далєм — мати чи няня. Легше з жіночими портретами господинь, що мають герби. Зовсім важко з «Циганкою», де ні написів, ні гербів. Та й де їм узятися, адже циганка…

## Таємниця
Таємницею залишився рік народження Галса. Таємницею віє від життя Галса, що замолоду полюбляв веселощі, театр, насолоди і не отямився з роками, не заробив грошей, не захистив себе від злиднів. Таємницею залишилися імена невідомих на його портретах. Ніхто не скаже, як звали «циганку», та чи циганка й вона?
Молоде дівчисько дивиться вбік, одяг незграбний, невихована і простоволоса. Такого декольте не можна побачити на жодній картині Галса. Здається, їй вигукнули нахабний жарт, а вона відповіла ще нахабнішим.
Панночка повинна бути стриманою, вихованою, мати чепчика на голові, що ховає волосся! Панночка - так, та не вона… Дівчисько було занадто вільним навіть для вільної тоді Голландії. Може саме це й привабило художника.
Дослідники сперечаються, що тільки не кажуть. Є думки, що це торговка з базару чи навіть портова повія. Назва пізня. Бо в залах палаців вона надто вже була несхожа ані на городянок, а ні на панночок в чепчиках і з гербами на тлі. Бо занадто ж вільна.